# Liste von Hochwasser-Ereignissen
Diese Listen von Hochwasser-Ereignissen verzeichnet Katastrophen durch Hochwasser, insbesondere von Flusssystemen.

## Hochwasser-Ereignisse bis 1900
| Jahr/Beginn                          | Ereignis                                                                    | Betroffene Region bzw. Flusssystem | Todesopfer |
| ------------------------------------ | --------------------------------------------------------------------------- | --- | --- |
| 0792                                 | erstes in Österreich überliefertes Hochwasser                               | Drau in Kärnten | [ 1 ] |
| 1206                                 | Rhein                                                                       | Alpenrhein | erstes überliefertes Hochwasser des Alpenrheins                                                                                 |
| 1235                                 | Donau                                                                       | Bereich Krems bis Wien | 10.000 |
| Juli 1342                            | Magdalenenhochwasser                                                        | Verschiedene Teile Mitteleuropas | 6000 und mehr |
| 13. August 1356                      | Valencia, Spanien                                                           | Rio Turia | 400–500; danach wird ein "Rat für Mauern und Wälle" eingerichtet                                                                |
| 15. Jhdt.                            | Dörfer zwischen Mureck und Radkersburg zerstört, Steiermark, A              | Nach Erdrutsch oder Bergsturz wurde das Flussbett der Mur verlegt, ein Hochwasser zerstörte 6 Dörfer, die Ungarstraße zwischen Misselsdorf und Radkersburg samt Brücken. | |
| 1480                                 | Hochwasser an Aare und Rhein 1480                                           | Alpenraum, Nord- und Nordwestschweiz, Baden, Oberrhein | |
| 1501                                 | Hochwasser in Mitteleuropa 1501                                             | Süd- und Ostdeutschland, österreichischer Nordalpen-/Donauraum, Böhmen | vgl. (Melk: Frauenkirche) |
| 1503                                 | Hochwasser (verhinderte die Wiedererrichtung der Donaubrücke in Mauthausen) | (Mitteleuropa) | Oberösterreich |
| 1508                                 |                                                                             | Salzach in Hallein, alle Brücken weggerissen | [ 3 ] |
| 1516                                 |                                                                             | Donau in Bratislava – Hochwassermarke auf dem Pfeiler des Vydrička-Tors | [ 4 ] |
| Mai 1571                             | Salzachhochwasser 1571                                                      | Salzach, Gedenktafel am Haus der Natur in Salzburg | 2226 |
| 1572                                 | Donauhochwasser 1572                                                        | Teils das schwerste Hochwasser des Jahrtausends | |
| 1572                                 | Mainhochwasser 1572                                                         | Eisgang und Hochwasser schwemmten Bauholz, gelagert für den Bau eines „Kranichs“ (= Kran) und einer Uferbefestigung in Würzburg weg. Vgl. Alter Kranen. | |
| Juli 1572                            | Salzach                                                                     | Gedenktafel am Haus der Natur in Salzburg | 13 Häuser und Stadl weggerissen.                                                                                                |
| 09. Mai 1582                         | Karlsbad, Tschechien                                                        | Tschechien | |
| 20. Oktober 1589                     | Valencia, Spanien                                                           | Rio Turia | ?; Nueva Fábrica del Rio, 1590 eingerichtet, beginnt Dammbau                                                                    |
| 1594                                 | Schloss Ort, Gmunden, Österreich                                            | Traunsee – „Göß Höh 1594“, höchste Wassermarke an der Wand im Innenhof des Seeschlosses, etwa 3,00 m über dem Boden | Verklausung der Traun am Ausfluss des Sees                                                                                      |
| 07. August 1596                      | Burghausen, Deutschland                                                     | Salzach – Höchste Hochwassermarke an einem Haus | |
| 1598                                 | Hochwasser August 1598                                                      | u. a. Salzach, Inn, Donau | |
| 1613                                 | Thüringer Sintflut                                                          | Ilm | 2261 |
| 1670                                 | Donauhochwasser im Herzogtum unter der Enns (Niederösterreich)              | Eintragung in der Pfarrmatrikel der St. Andreaspfarre zu Grafenwörth unter dem Jahr 1670: „In diesem Jahr alß am Tag des Hl. Ulricuß ist gewest der 4. Julius ist ein solich grosse Wassergiß gewest … auch Johaneß und Sebern ganz in Wasser gestandn und gar vil Heisser (Häuser) nid gewoschen (niedergewaschen/gerissen)---- ýber 68 Clafftern (Klaftern) …“ | |
| 1736                                 | Donau- und Oder-Hochwasser 1736                                             | Im Alpenraum eines der schwersten Hochwässer des Jahrtausends; Sommerhochwasser der Oder | [ 5 ] |
| 1752                                 | Mukrena, Deutschland                                                        | Saale | ? |
| 1768                                 | Donauhochwasser im Herzogtum unter der Enns (Niederösterreich)              | Gemäß Grafenwörther (Marktgemeinde Grafenwörth) Ratsprotokoll 1768 war in der Nacht vom 24. auf den 25. Februar 1768 eine große Überflutung die vier Tage angedauert hat | |
| Juli 1778                            | Küsnachter Überschwemmung 1778                                              | Küsnacht | 63 |
| 1784                                 | Winter 1783/84                                                              | Verschiedene Teile Deutschlands | 9 |
| 1785                                 | Winter                                                                      | Eisflut an Oder und Warthe, D | |
| 1786                                 | Burghausen, D                                                               | Salzach – Zweithöchste Hochwassermarke an einem Haus | |
| 1787                                 | Burghausen, D                                                               | Salzach – Dritthöchste Hochwassermarke an einem Haus | |
| 1787                                 | Hochwasser in Mitteleuropa 1787                                             | „Seelenflut“, Im Alpenraum eines der schwersten Hochwässer des Jahrtausends nach der Flut von 1501 | |
| Juli 1789                            | Storofsen-Flut, Norwegen                                                    | 2 Flüsse und ein See, Spiegelanstieg um 10 m | 63 |
| 23. Februar 1799                     | Mukrena und Poplitz, Deutschland: 2 Dämme brechen, 2 Häuser stürzen ein     | Saale, zugefroren, Tauwetter | ? |
| 1804                                 | Hochwasser der Ahr am 21. Juli 1804                                         | Ahr, linker Nebenfluss des Rheins | 63 |
| August 1813                          | Hochwasser der Waag 1813                                                    | Tal der Waag, linker Nebenfluss der Donau in der Slowakei (Oberungarn), von Žilina bis Sereď | 243 (50 Dörfer) |
| 1824                                 | St. Petersburg (Exklave), Russland                                          | Neva? Finnische Bucht? | 200–500 |
| 1825                                 | Wilstermarsch, Deutschland                                                  | Sturmflut, NN + 5,30 m, Denkmal, Pfahl mit Sturmfluthöhenmarken an der tiefsten deutschen Landstelle, Foto 2006 | |
| 08. Juni 1827                        | Jahrhunderthochwasser der Mur in Graz                                       | Hochwassermarke am Hotel Mariahilf, Einsturz linker Brückenkopf der Neuen Murbrücke (Holzjochbrücke aus 1787) | |
| 1830                                 | Wien, Österreich                                                            | Donau | Es folgt die Donauregulierung ab etwa 1860.                                                                                     |
| Feber 1830                           | Mukrena, Deutschland                                                        | Saale | ? |
| 1843                                 | Wilstermarsch, Deutschland                                                  | Sturmflut, NN + 4,16 m, Denkmal | |
| 1845                                 | Elbhochwasser 1845                                                          | Elbe, Deutschland | |
| 05. Februar 1850                     | Eisstoß der Donau in Bratislava                                             | Hochwassermarke im historischen Stadtzentrum an der Ecke Laurinská / Uršulínská | [ 4 ] |
| 1854                                 | Oderhochwasser                                                              | Oder; „unstreitig das größte und unheilvollste seit Menschengedenken“ | |
| 1856/1858                            | Inn                                                                         | Beim Bau der Bichlwangerbrücke (heute: Kirchbichler Innbrücke) für die Unterinntalbahn stürzte einer von drei Pfeilern ein. | ? |
| (28. September) 1868                 | Hochwasser in der Schweiz 1868 (und Österreich)                             | Zahlreiche Überschwemmungen infolge Starkregen beidseits des Alpenkamms | 51 |
| 1876                                 | Donau-Hochwasser von 1876                                                   | Donau, Slowakei | [ 4 ] |
| November, Dezember 1882, Januar 1883 | Rheinhochwasser 1882/1883                                                   | Rhein | [ 9 ] [ 10 ] |
| 1887                                 | Flutkatastrophe am Gelben Fluss 1887                                        | Gelber Fluss, China | 900.000 bis 2 Millionen |
| September 1890                       | Dresden                                                                     | Elbe, D | [ 11 ] |
| 03. September 1890                   | Höchstwasserstand 581 cm über 392,14 m.ü.A. (Bregenz, 1864–2020)            | Bodensee | [ 12 ] |
| 1896/1897                            | Salzach                                                                     | Holzbrücke zwischen Oberndorf bei Salzburg und Laufen an der Salzach wird weggerissen | [ 13 ] |
| 1897                                 | Schloss Ort, Gmunden, Österreich                                            | Traunsee – dritthöchste Wassermarke an der Wand im Innenhof des Seeschlosses, 1,26 m über dem Boden | Traun ist Ausfluss des Sees |
| 1897                                 | Hochwasser in Sachsen 1897                                                  | u. a. Hochwasser der Zwickauer Mulde: die Dörfer und Schächte des Zwickauer Steinkohlenreviers im Muldenbereich, bes. zwischen Bockwa und Oberhohndorf werden großflächig überflutet. | [ 14 ] [ 15 ] [ 16 ] |
| 1899                                 | Donauhochwasser 1899                                                        | Donau | mehrere Brücken eingestürzt, siehe auch Münchner Hochwasser von 1899                                                            |
| 1899                                 | Schloss Ort, Gmunden, Österreich                                            | Traunsee – zweithöchste Wassermarke an der Wand im Innenhof des Seeschlosses, etwa 1,80 m über Boden | Traun ist Ausfluss des Sees |
| 1899                                 | Hochwasser von 1899                                                         | Grundlsee | Seeklause wird zerstört |
| 1899                                 | Münchner Hochwasser von 1899                                                | Isar | |
| 14. September 1899                   | Salzachhochwasser 1899                                                      | Salzach | Mehrere Brücken eingestürzt, siehe auch Münchner Hochwasser von 1899, vierthöchste Hochwassermarke an einem Haus in Burghausen. |

## Hochwasser-Ereignisse im 20. Jahrhundert
| Jahr/Beginn                              | Ereignis                                                                                          | Betroffene Region bzw. Flusssystem | Todesopfer |
| ---------------------------------------- | ------------------------------------------------------------------------------------------------- | --- | --- |
| 1903                                     |                                                                                                   | Oder | |
| 1909                                     | Sieghochwasser 1909                                                                               | Sieg | |
| 1909                                     | Werrahochwasser 1909                                                                              | Werra | |
| 1910                                     | Seinehochwasser 1910                                                                              | Seine | |
| 1910                                     | Lechhochwasser 1910                                                                               | Lech | |
| 13. Juni 1910                            | Hochwasser der Ahr am 13. Juni 1910                                                               | Ahr, linker Nebenfluss des Rheins | 52 |
| 15.–20. Juni 1910                        | Hochwasser vom 15.–20. Juni 1910 in der Schweiz und Österreich                                    | Zürich. Zentralschweiz; rund um den Vierwaldstättersee. Nordwestschweiz; Emmental, Meiringen, südliches Vorarlberg                                            | alleine im Mittelland 27 Tote                                                                                                 |
| Mai 1912                                 | Saalach, Bayern, D                                                                                | Einrichtungen für den Bau des Saalachkraftwerk Bad Reichenhall wurden weggeschwemmt.                                                                          | |
| 1916                                     | Wilstermarsch, Deutschland                                                                        | Sturmflut, NN + 4,32 m, Pfahl | |
| 7. September 1920                        | Salzach                                                                                           | ca. 2200 m³/s Abfluss in der Stadt Salzburg | |
| 1924                                     | St. Petersburg (Exklave), Russland                                                                | Neva? Finnische Bucht? | ? |
| 26. Dez 1925 – 3. Jan 1926               | Winterhochwasser 1925/26 am Rhein                                                                 | Unterlauf des Rheins und Maas | |
| 1927                                     | Hochwasser im Osterzgebirge 1927                                                                  | Zuflüsse der Elbe im Bereich des Erzgebirges | |
| 1927                                     | Mississippiflut 1927                                                                              | Mississippi River | |
| Juli 1927                                |                                                                                                   | Ost-Erzgebirge, Tschechien | [ 22 ] |
| 25. September 1927                       | Bruch des rechten Rheindamms in Liechtenstein oberhalb der Eisenbahnbrücke bei Schaan             | Rhein, Überschwemmung des Talgrunds etwa 10 km weit bis Tosters                                                                                               | |
| 1931                                     | Flutkatastrophe in China 1931                                                                     | Jangtsekiang | 3,7 bis 4 Millionen |
| 1932                                     | Hochwasser in Sachsen 1932                                                                        | | |
| 1936                                     | Wilstermarsch, Deutschland                                                                        | Sturmflut, NN + 4,22 m, Pfahl | |
| 1936 oder 1937                           | Hochwasser des Inn in Schwaz, Tirol, A                                                            | vor dem Verwaltungsgebäude der Tabakfabrik stand das Wasser auf der Straße, Stege für Fußgänger waren errichtet                                               | |
| 27. Januar 1937                          | Ohio-River-Hochwasser 1937                                                                        | Pittsburgh, Pennsylvania; über Louisville Kentucky; bis Cairo, Illinois, USA                                                                                  | 385 |
| 1938                                     | Jahrhunderthochwasser der Mur                                                                     | Radkersburg, Steiermark, A | |
| Februar 1938                             | Los Angeles River (vor Kanalisierung, 1960 fertig)                                                | Los Angeles, Kalifornien, USA | 87 |
| 1. Dezember 1939                         | Mukrena, Deutschland                                                                              | Saale | ? |
| 17. Mai 1943                             | Möhnekatastrophe in Folge britischer Luftangriffe auf insgesamt 6 Talsperren (Operation Chastise) | Möhne, Ruhr. Eder, Fulda. Zwei der angegriffenen Talsperren (Möhnetalsperre und Edertalsperre) wurden schwer beschädigt.                                      | je nach Schätzung zwischen 1300 und mehr als 2400, darunter viele Zwangsarbeiter                                              |
| Februar 1946                             | Weserhochwasser 1946 in Folge starker Niederschläge                                               | Einzugsgebiet der Weser in Niedersachsen, Nordrhein-Westfalen, Hessen und Thüringen                                                                           | vereinzelte Todesopfer |
| 1947                                     | Oderflutkatastrophe 1947                                                                          | Oder | |
| 12. Juli 1949                            | Mukrena, Deutschland                                                                              | Saale | ? |
| 29. September 1949 (Flut von San Miguel) | Valencia, Spanien                                                                                 | Rio Turia | ? |
| Ende Juni 1953                           | Hochwasser in der Zentral- und Nordostschweiz 1953                                                | Aare, Thur, Alpenrhein | |
| 1954                                     | Hochwasser in Mitteleuropa 1954                                                                   | zumindest Donau in Österreich; auch in Sachsen | |
| 1955                                     | Überschwemmungen in Indien 1955                                                                   | | 45 Mio. Menschen obdachlos, zahlreiche Tote                                                                                   |
| 14. Oktober 1957                         | Große Flut von Valencia 1957                                                                      | Rio Turia in seinem Flussbett vor seiner Umlegung (Beginn 1964), Valencia                                                                                     | 81 (80–100) |
| 13. August 1959                          |                                                                                                   | Salzach | neu errichtete Autobahn zwischen Salzburg-Nord und -Mitte stürzt ein                                                          |
| 1962                                     | Hochwasser des Oued Gabès, bei Gabès                                                              | Tunesien | 80 |
| 17. Februar 1962                         | Wilstermarsch, Deutschland                                                                        | Sturmflut, NN + 5,83 m, Pfahl | |
| 1965                                     | Donauhochwasser in der Slowakei                                                                   | Donau | größtes modernes Donauhochwasser                                                                                              |
| 4. November 1966                         | Überschwemmung in Florenz 1966, Italien                                                           | Arno (Tyrrhenisches Meer) | 34 |
| 15. August 1972                          | Tübingen, Pforzheim, Stuttgart, Süddeutschland                                                    | Sommergewitter mit Starkregen und Hagelschlag | 6 80 mm Niederschlag in einer Stunde füllen Keller und Tunnel. 5 cm große Hagelkörner versperren Türen und zerstören Gebäude. |
| 8. August 1975                           | Dammbrüche in China 1955                                                                          | Taifun „Nina“ bringt Rekord-Niederschlag, es bricht eine Kaskade von 62 Dämmen darunter der große Banqiao-Staudamm (am Fluss Huai He, Provinz Henan) aus 1952 | 26.000 Tote offiziell, geschätzt das 10-Fache                                                                                 |
| 3. Januar 1976                           | Wilstermarsch, Deutschland                                                                        | Sturmflut, NN + 6,16 m, Pfahl (Foto 2006) | |
| 21. Januar 1976                          | Wilstermarsch, Deutschland                                                                        | Sturmflut, NN + 5,37 m, Pfahl | |
| 1981                                     | Weserdurchbruch 1981                                                                              | Weser | |
| 1981                                     | Oder-Winterhochwasser 1981/82                                                                     | Oder | |
| 24. November 1981                        | Wilstermarsch, Deutschland                                                                        | Sturmflut, NN + 5,50 m, Pfahl | |
| 24./25. August 1987                      | Hochwasser im Ötztal, Tirol                                                                       | Ötztaler Ache | 13 |
| 16. August 1988                          | Dammbruch am Bagauda-Stausee                                                                      | Nigeria | 24 |
| 27. Februar 1990                         | Wilstermarsch, Deutschland                                                                        | Sturmflut, NN + 5,33 m, Pfahl | |
| 1991                                     |                                                                                                   | Slowenien | |
| 1993                                     | Rheinhochwasser 1993                                                                              | Rhein und Neckar; Baden-Württemberg, Rheinland-Pfalz, Nordrhein-Westfalen                                                                                     | „mehrere Todesopfer“ |
| Sept. 1993                               | Brig überschwemmt, im Kanton Wallis, Schweiz                                                      | Rhone | 1 |
| November 1994                            | Hochwasser im Piemont und Ligurien                                                                | Tanaro | 64 |
| 1995                                     | Rheinhochwasser 1995                                                                              | Rhein; Rheinland-Pfalz, Nordrhein-Westfalen und Niederlande                                                                                                   | 5 |
| September 1996                           | Hochwasser Spanien 1996                                                                           | nahe Biescas, Pyrenäen, Spanien; in Tavernes de la Vall, Provinz Valencia 520 mm / 24 h Rekordregen Spaniens bis 2024-10-29                                   | 87 Tote, 180 Verletzte, folgenschwerste Flut Spaniens bis 2024-10-29                                                          |
| Juli 1997                                | Oderhochwasser 1997                                                                               | Oder | 74 bis 114 Todesopfer (in der Tschechischen Republik 20 und in Polen 54 Todesopfer)                                           |
| 1998                                     | Jangtsekiangüberschwemmungen 1998                                                                 | Jangtsekiang, China | 3704 |
| Oktober 1998                             | Zentraltexas-Flut vom Oktober 1998                                                                | Mehrere Flüsse, die in den Golf von Mexiko münden. | |
| 1999                                     | Pfingsthochwasser 1999                                                                            | Nebenflüsse der Donau in Bayern und Österreich. Jahrhunderthochwasser in der Schweiz, Rheinpegel bei Basel auf Allzeithoch.                                   | |
| Februar/März 2000                        | Hochwasser in Mosambik 2000                                                                       | Sambesi und Limpopo | ca. 800 |

## Hochwasser-Ereignisse im 21. Jahrhundert
Obwohl Hochwasser an und für sich natürliche Ereignisse sind, hat menschlicher Einfluss, insbesondere durch den Klimawandel, einen Anteil an deren Häufigkeit und der Heftigkeit. Durch die globale Erwärmung kommt es im 21. Jahrhundert gehäuft zu Überflutungen.
| Jahr/Beginn                                                          | Ereignis | Betroffene Region bzw. Flusssystem | Todesopfer |
| -------------------------------------------------------------------- | --- | --- | --- |
| 03. Mai 2001                                                         | Nach Regen Flut in Bielstein in Wiehl, östlich Köln in NRW, D | Täler von Agger und Wiehl überflutet. | 0 (?) |
| August 2002                                                          | Elbhochwasser 2002 | Elbe | mind. 45 |
| August 2002                                                          | Donauhochwasser 2002 | Donau | |
| 12. August 2002                                                      | Pegel in Salzburg 830 cm (10 cm höher hätte die Altstadt überschwemmt) | Salzach | |
| 2005                                                                 | Alpenhochwasser 2005 | Alpen | mind. 30 |
| März 2005                                                            | Thaya-March-Hochwasser 2006 | Mährische Thaya und March | 0 |
| August 2005                                                          | Hochwasser durch den Hurrikan Katrina | Großraum New Orleans (Louisiana, USA) | insgesamt 1836 |
| März 2006                                                            | Elbhochwasser 2006 | Elbe | mehrere |
| August 2007                                                          | Hochwasser in der Schweiz 2007 | Nebenflüsse des Rheins im Schweizer Jura | 0 |
| Oktober 2008                                                         | Flutkatastrophe im Jemen 2008 | Jemen | 180 |
| Juni 2009                                                            | Hochwasser in Mitteleuropa 2009 | Donau, Moldau, Oder | mind. 21 |
| November 2009                                                        | Überschwemmungen in Dschidda 2009 | Dschidda (Saudi-Arabien) | mind. 122 |
| Mai 2010                                                             | Hochwasser in Mitteleuropa im Frühjahr 2010 | Weichsel, Oder, Donau | 37 |
| Juli 2010                                                            | Überschwemmungskatastrophe in Pakistan 2010 | Swat und Indus, Pakistan | mind. 1738 |
| Dezember 2010                                                        | Überschwemmungen in Queensland 2010/2011 | Queensland, Australien | 35 |
| Januar 2011                                                          | Überschwemmungen in Victoria 2011 | Victoria, Australien | mind. 1 |
| Oktober 2011                                                         | Überschwemmungen in Thailand 2011 | Thailand | fast 400 (oder 800) |
| September 2012                                                       | Hochwasser in der Regenzeit in Nigeria, mehr als 2,1 Mio. Menschen vertrieben | Nigeria | 363 |
| 05. November 2012                                                    | 100-jährliches Hochwasser der Lavant | Lavamünd, Kärnten, Österreich | – |
| Mai und Juni 2013                                                    | Hochwasser in Mitteleuropa 2013 | Deutschland, Polen, Österreich, Schweiz, Slowakei, Tschechien, Ungarn | mind. 25 |
| Juni 2013                                                            | Überschwemmungen in den Pyrenäen 2013 | Frankreich: Département Haute-Garonne, Garonne, Département Hautes-Pyrénées, Lourdes, Gave de Pau Spanien: Aragonien, Esera | 3 |
| 02. Juni 2013                                                        | Pegel in Salzburg 851 cm (gegenüber 2002 erhöhter Hochwasserschutz schützt); 2 Tote durch Mure in Taxenbach; „enormer Sachschaden“ | Salzach | 2 |
| August 2013                                                          | Überschwemmungen im Nordosten Chinas und im Fernen Osten Russlands 2013 | China: Heilongjiang, Jilin, Liaoning Russland: Oblast Amur, Jüdische Autonome Oblast, Region Chabarowsk | 85, 105 Vermisste |
| August 2013                                                          | Überschwemmungen in Südchina 2013 | China: Guangdong | mind. 33 |
| 2014                                                                 | Ausbruch von 90.000 m³ Wasser von unterhalb des Eisschilds, in 10 Tagen an die Oberfläche geflossen, erzeugte Krater von 2 km² Fläche und 85 m Tiefe. Satellitendaten 2025 beforscht. | Grönland, im unbewohnten Norden | – |
| März 2014                                                            | Überschwemmungen in Bolivien und Brasilien | Bolivien: Rio Mamoré; Brasilien, insbesondere Rondônia: Rio Madeira | über 70 |
| Mai 2014                                                             | Überschwemmungen auf dem Balkan 2014 | Serbien: Obrenovac, Umcari, Lajkovac, Topola, Belgrad Bosnien und Herzegowina: Tuzla, Maglaj, Zenica, Doboj, Sarajevo | mind. 47 |
| Mai und Juni 2016                                                    | Hochwasser nach europaweiten Unwettern im Frühjahr 2016 | Frankreich, Süddeutschland | 4 |
| 01. Juni 2016                                                        | Hochwasser in Simbach am Inn und im Landkreis Rottal-Inn | Simbach am Inn/Landkreis Rottal-Inn (Bayern) | 7 |
| Mitte Juli 2016                                                      | Überschwemmung in China | Provinz Hebei, China | etwa 100 |
| 08. Mai 2017                                                         | Überschwemmungen in den Bezirken Schärding, Grieskirchen und Eferding | Oberösterreich | Donau und rechte Zubringerflüsse |
| Ende Juli 2017                                                       | Hochwasser im Harz und Harzvorland | Südniedersachsen, Thüringen, Sachsen-Anhalt, Deutschland | mind. 1 |
| Ende August 2017                                                     | Hochwasser in Niger | im Südosten des Landes, nach 2 Wochen starken Regens und Öffnen von Staudämmen im Nachbarland Kamerun | über 100.000 Geflüchtete |
| August 2018                                                          | Hochwasser im Bundesstaat Kerala, Indien | Monsunregen ab 8. August führt zu Jahrhundertflut, 800.000–1 Mio. in Notunterkünften, 4 Mrd. $ Schaden. | mind. 370 |
| 20. August 2018                                                      | Sturzflut in der Schlucht des Raganello, Italien | Starkregen verursacht einen Wasserschwall im Bachbett, der Wanderer überrascht. | 10 |
| September 2018                                                       | Hochwasser in der Regenzeit in Nigeria | Tote in 10 Bundesstaaten | 100 |
| Mitte März 2019                                                      | Hochwasser in 23 Provinzen des Iran | 2 Mio. Bedürftige | mind. 78 |
| Ende Juni 2019                                                       | Hochwasser bei Irkutsk, Sibirien, Russland | 10.000 Betroffene | mind. 33 |
| Anfang Februar 2020                                                  | Hochwasser überschwemmt Teile der Südinsel, Neuseeland | 1000e Betroffene | [ 59 ] |
| 13. März 2020                                                        | Überschwemmungen in Dili 2020, Osttimor | In der osttimoresischen Hauptstadt Dili kommt es nach Regenfällen in mehreren Stadtteilen zu schweren Überschwemmungen und Erdrutschen. | 1 |
| April/Mai 2020                                                       | Überschwemmungen in Kenia | Ungewöhnlich starker Regen verursachte Hochwasser und Erdrutsche, 100.000 Menschen mussten ihr Zuhause verlassen. | 194 |
| Mitte Juli bis zumindest Mitte August 2020                           | Hochwasser in China 2020 | Fast ununterbrochener Regen seit Ende Juni führt zu Überschwemmungen und Erdrutschen, mehr als 28.000 Häuser wurden zerstört, schwerstes Hochwasser seit 70 Jahren. | mind. 219 |
| August 2020                                                          | Überschwemmungen in Karatschi, Pakistan | Pakistan | mind. 41 |
| ab August 2020                                                       | Überschwemmungen im Sudan 2020 | Nach wochenlangem Regen kam es im Sudan zu den schwersten Überschwemmungen seit mehr als 30 Jahren. Mit Stand 25. September 2020 waren ca. 830.000 Menschen von der Flutkatastrophe betroffen, etwa 166.000 Gebäude zerstört. | mind. 124 |
| Anfang August 2020                                                   | Überschwemmungen im Jemen | Überschwemmungen nach schweren Regenfällen, Häuser in der historischen Altstadt von Sanaa stürzten ein | mind. 172 |
| Ende August 2020                                                     | Sturzfluten in Afghanistan | 13 Provinzen waren von Sturzfluten betroffen, Häuser wurden zerstört. | mind. 160 |
| 04. April 2021                                                       | Überschwemmungen in Indonesien und Osttimor 2021 | In den indonesischen Provinzen Nusa Tenggara Barat und Nusa Tenggara Timur und im Nachbarstaat Osttimor kommt es durch den Zyklon Seroja zu schweren Überschwemmungen und Erdrutschen | über 200 |
| zweite Junihälfte 2021                                               | Starke Unwetter mit durch Starkregen und Gewittern verursachten Sturzfluten in der Schweiz, etwa in Cressier/NE Vorgeschichte der Überschwemmungen im Juli 2021. | 18./19. Juni 60,9 mm / 1 h in Wädenswil/ZH, 20. bis 24. Juni sowie am 28. Juni in der Nordschweiz verbreitet Starkregen, vielerorts Stundensummen um 20 bis 40 mm, in Langenbruck/BL 41,5 mm in 30 min, in Cressier/NE 34,5 mm in 30 min. Niederschläge im Juni an einigen Stationen im Rekordbereich, im Schweizer Mittelland vielerorts über 200 mm. | mind. 1 |
| Mitte Juli 2021                                                      | Hochwasser in West- und Mitteleuropa 2021 | Besonders betroffen: Nordrhein-Westfalen, Rheinland-Pfalz, Baden-Württemberg und Bayern, Ostbelgien, Niederlande, Nordwestschweiz und Tessin | mind. 225 |
| Mitte Juli 2021                                                      | Hochwasser in Henan 2021 | Durch Ausläufer des Taifuns In-Fa fielen in der chinesischen Provinz Henan zwischen 17. und 20. Juli in der Region um Zhengzhou mit 617 mm Regen pro Quadratmeter eine dem mittleren Jahresniederschlag von 640 mm entsprechende Regenmenge. | mind. 380 |
| Ende Juli 2021                                                       | Überschwemmungen in Maharashtra 2021 | Im indischen Bundesstaat Maharashtra kam es ab 22. Juli zu schweren Überschwemmungen. | mind. 251 |
| letzte Dezemberwoche 2021                                            | Hochwasser in Bahia im Dezember 2021 | Bahia, Brasilien. Regenfälle seit November, 2 Dammbrüche, Pegel steigen bis 10 m, Notstand, 470.000 Betroffene. | mind. 24 |
| 17. Januar 2022                                                      | Überschwemmungen in Madagaskar, Mosambik und Malawi | Schwere Regenfälle zwischen 17. und 23. Januar aufgrund des tropischen Sturms Ana verursachten insbesondere in Madagaskar in der Region Analamanga Überschwemmungen und Erdrutsche. | mind. 70 |
| Ende Januar 2022                                                     | Überschwemmungen in Uganda | Am 24. Januar kam es zu schweren Niederschlägen, die Überschwemmungen und Erdrutsche im Distrikt Kisoro im Westen des Landes verursachten. | mind. 9 |
| 06. bis 12. April 2022                                               | Überschwemmungen in den Philippinen | Starke Niederschläge durch den Tropischen Wirbelsturm Megi lösten ab 6. April Überschwemmungen und Erdrutsche aus. | mind. 75 |
| 10. bis 13. April 2022                                               | Überschwemmungen in KwaZulu-Natal, Südafrika | In der Küstenprovinz KwaZulu-Natal verursachte tagelanger Starkregen (in einem Teilgebiet 450 mm / 48 h) insbesondere in der Region Durban Überflutungen und Erdrutsche. Straßen, Brücken, 240 Schulen zerstört. Hafen Durban geschlossen. | mind. 448 |
| 04. Mai 2022                                                         | Überschwemmungen nach Starkregen in Valencia und Murcia, Spanien | Gewitter mit Starkregen über den 2 Städten, rund 200 mm Regen in Valencia bedeutet regenreichster Maitag in 151 Jahren Messgeschichte. | ? |
| um 22. Mai 2022                                                      | Überschwemmungen nach Regen im NO von Bangladesch und Indien | Stärkste Überschwemmungen seit Jahrzehnten. 2 Mio. Menschen im NO von Bangladesch isoliert. | mind. 57 |
| 29. Juni 2022                                                        | Hochwasser nach Starkregen im Gegendtal mit dem Afritzer Bach, Kleinwasserkraftwerk Arriach aus 1922 der Kelag zerstört, Neubau soll Sommer 2025 in Betrieb gehen. | Arriach, Kärnten, Österreich | – |
| 08. Juli 2022                                                        | Überschwemmungen nach Regen in Afghanistan | Afghanistan | 24 |
| etwa ab 23. Juli 2022                                                | Überschwemmungen nach Regen im Iran | Iran | 81 |
| etwa ab 29. Juli 2022                                                | Überschwemmungen und Erdrutsche nach Regen im Osten von Kentucky, insbesondere Knott County, USA; auch in benachbarten Gebieten von Virginia und West Virginia | USA | mind. 37 |
| (Juni bis) Ende Juli 2022                                            | Überschwemmungen nach Regen in Belutschistan, Pakistan | Monsunzeit ab Juni, Rekordregenfälle Ende Juli, 40.000 Häuser zerstört | 502 (57, Stand 9. Juli) |
| 05. August 2022                                                      | Überschwemmungen im Death-Valley-Nationalpark nach 37 mm Regen in Furnace Creek. Ausfahren per PKW erst am 7. August wieder möglich. | Kalifornien, USA | 0 |
| 08./9. August 2022                                                   | Überschwemmungen nach Regen nachts in Seoul, Südkorea | Keller, Unterführungen, U-Bahn, Stromausfall | 9 |
| gegen 14. August 2022                                                | Überschwemmungen im Norden des Jemen während Bürgerkriegs | 140 Gebäude eingestürzt, altes Zentrum von Sanaa beschädigt | 90 |
| 17. August 2022                                                      | Erdrutsch, Sturzflut, Vermurungen und Überschwemmungen im Nordwesten von China | in den Bergen im Bezirk Datong nahe der Stadt Xining in der Provinz Qinghai, 6000 Menschen betroffen, 2000 Helfer | 16, 36 Vermisste |
| 20. August 2022                                                      | Erdrutsche, Sturzflut und Überschwemmungen durch Monsunregen in Uttar Pradesh, Indien | im Bundesstaat Himachal Pradesh wurden 90 Straßen verlegt | 24 Tote („Dutzende“) |
| August 2022                                                          | Überschwemmungskatastrophe in Pakistan 2022 mit Sturzfluten | Swat in Pakistan, „heftigste Regenfälle in der Geschichte Pakistans“, Notstand | mind. 937 Tote, 33 Mio. = 15 % der Bevölkerung ohne feste Bleibe. |
| 15. September 2022, abends                                           | Unwetter lässt Flüsse in Orten nahe der Adria in der Region Marken übergehen | Italien | 10 Tote, 3 Vermisste |
| 29. September 2022                                                   | Starkregen und Sturmflut durch Hurrikan Ian | Florida, USA | mehrere Tote |
| Oktober 2022                                                         | Überschwemmung in Regenzeit, Brunnen zerstört | Südsudan, 29 Bezirke, (weiters in Kongo, Burundi) | ? |
| Oktober 2022                                                         | Überschwemmung in Regenzeit, 1,4 Mio. Menschen vertrieben 705 km² Äcker verwüstet | Nigeria | 603 |
| um 15. Oktober 2022                                                  | Kurzzeitige Überschwemmung nach ungewöhnlich starkem Regen auf Kreta | Griechenland | 2; in Sitia und Agia Pelagia |
| November 2022, Anfang und Mitte                                      | Ergiebige Regenfälle führen zweimal zu weiträumigen Überschwemmungen | New South Wales, Australien | [ 105 ] |
| gegen 20. November 2022                                              | Regenfälle führen zu Überschwemmung und Erdrutschen | im Osten, Demokratische Republik Kongo | mind. 20: mind. 13 Verschüttete in illegaler Goldmine in Provinz Nord-Kivu, 5 Tote bei Häusereinsturz im Zentrum von Rubaya |
| Dezember 2022                                                        | Monsunregen | Malaysia | ?, 70.000 auf der Flucht |
| 07./8. Dezember 2022                                                 | Starkregen führt zu Überschwemmung | mehrere Viertel in Lissabon, Portugal | 1 Toter in einem Keller. Autos beschädigt, Bahnen, Tunnels Straßen gesperrt. Ab 2023 sollen Abwasserrohre für Hochwasserabfluss gebaut werden. |
| 25. Dezember 2022                                                    | Starkregen außerhalb der Monsunzeit führt zu Überschwemmung und Erdrutschen | Philippinen, insbesondere Provinz Misamis Occidental und Mati City auf der Insel Mindanao | mind. 39 Tote, 26 vermisste Fischer, 81.000 Evakuierte |
| 01. Januar 2023                                                      | Heftiger Regen führte zu Überflutungen, Erdrutschen | Im Norden von Kalifornien. In Sacramento 150.000 zeitweise ohne Strom. | mind. 1 Toter |
| 26./27. Januar 2023                                                  | Starkregen während 15 Stunden führte zu Überflutungen, Stromausfall | Millionenstadt Auckland und Vororte Kumeu und Albany, Neuseeland | ? |
| 03. März 2023                                                        | Monsunregen seit mehreren Tagen | Bundesstaaten Johor, Pahang und Negeri Sembilan, im Süden von Malaysia | mind. 4, 40.000 auf der Flucht |
| 16. März 2023                                                        | Heftiger Regen nach jahrelanger, schwerer Dürre | Kalifornien, USA | ?; 27.000 Evakuierte, darunter in Montecito; 200.000 Haushalte ohne Strom, vor allem im Santa Clara County |
| 17. März 2023                                                        | Starkregen führt zu Überschwemmung | Südost-Türkei, insbesondere Sanliurfa und Adiyaman | mind. 18, 16 davon in Sanliurfa |
| 05. Mai 2023, morgens                                                | Starkregen führt zu Überschwemmungen | Zentralafrika: DR Kongo, Ruanda | mind. 180 Tote, 130 davon in Ruanda; etwa 100 Vermisste |
| 15. Mai 2023                                                         | tagelanger Regen führt zu Überschwemmungen, Ausnahmezustand | Kroatien | [ 117 ] |
| 16. Mai 2023                                                         | tagelanger Regen führt zu Überschwemmungen | Emilia-Romagna und Marken, Italien: Fluss Samoggia, Städte Faenza und Senigallia; Erdrutsche in Provinz Pesaro Urbino; Bahnen und Strände gesperrt | 14 Tote, >36.000 Evakuierte, 60 betroffene Gemeinden, insbesondere Landwirtschaft betroffen, Erdrutsche, vorläufig >7 Mrd. € Schaden, 2 Mrd. € von Italien, 0,4 Mrd. € von EU-Zivilschutz zugesagt. |
| 16. Mai 2023                                                         | heftiger Regen führt zu Überschwemmungen | Region Hiiraan, Bundesstaat Hirshabelle, zentrales Somalia: Stadt Beledweyne, Fluss Shabelle; überschwemmte Häuser und Ackerland, Gesundheitseinrichtungen schließen; >460.000 Menschen betroffen, 219.000 Menschen verließen ihre Häuser | 5 Tote, darunter 3 Kinder |
| 18. Mai 2023                                                         | langer Regen führt zu Überschwemmungen im Westbalkan | Kroatien, Bosnien-Herzegowina und Serbien sind betroffen | [ 122 ] |
| 06. Juni 2023, (laut Wolodymyr Selenskyj morgens 02.50 Uhr Ortszeit) | Im Zuge des Russischen Überfalls auf die Ukraine 2022 wird der 3,2 km lange, 30 m hohe Damm des Kachowkaer Stausees an einer Stelle gesprengt. Das ausfließende Wasser spült noch am selben Tag die Hydraulik des Kraftwerks weg und setzt Nowa Kachowka und weites Gebiet unter Wasser. Die UNO beruft den Sicherheitsrat ein. Auch am 7. Juni vergrößert sich die Lücke im Damm. | Ukraine rechts des Dnipro, russisch besetztes Gebiet links des Flusses sind betroffen. In Cherson (80 km flussabwärts des Damms) stieg der Wasserstand um mehr als 2 m | mind. 45 Tote, 31 Vermisste (Stand 17. Juni 2023). Die Ukraine und Russland beschuldigen sich wechselweise des Dammbruchs. ISW sieht vorläufig eine absichtliche Zerstörung durch Russland als plausibel. Rechts: 42.000 Menschen vom Hochwasser betroffen. Hunderttausenden in einem weiteren Gebiet fehlt der normale Zugang zu Trinkwasser. Rechts 100 km² Landwirtschaftliche Flächen überflutet, links mehr. 31 Bewässerungssysteme in den Gebieten Dnipro, Cherson und Saporischschja wurden gekappt; diese versorgten (2021) 5840 km² Felder, auf denen 4 Mio. t Getreide und Ölsaaten geerntet wurden. |
| 10. Juli 2023                                                        | Starkregen am 9. und 10. 7. führt zu Überschwemmungen, Unterspülung von Brücken | Vermont, USA | historische Zerstörungen, Biden ruft am 11. 7. Katastrophenfall für Vermont aus, Damm bei Montpelier ist gefährdet. |
| 16. Juli 2023                                                        | heftiger Regen in der Monsunzeit führt zu Erdrutschen, Überschwemmungen, Überlaufen des Staudamms in Goesan, Nord-Chungcheong, 10.000 Evakuierte | Landesmitte, Südkorea | mind. 40 Tote, weitere Vermisste |
| 20. Juli 2023                                                        | Brasilien, Bundesstaat Amazonas | Rio Negro: 30 m Wasserstand, historische Höhe seit 1902, Prognose 30,35 m; 450.000 Menschen betroffen | |
| 04./5. August 2023                                                   | Unwetter und heftiger Regen: Überschwemmungen, 400 Touristen und 400 aus Häusern in Celje evakuiert, Autobahn A1 zwischen Celje und Ljubljana gesperrt | Slowenien, Fluss Sava | 4 Tote; zu gleicher Zeit sind auch Kärnten und Steiermark betroffen |
| Mitte August 2023                                                    | Überschwemmungen um Peking, insbesondere in der Stadt Zhuozhou nach dem Taifun Doksuri | Zhuozhou, China | Dutzende Tote durch Ertrinken, hunderttausende Wohnungen zerstört. Indem Peking und die „am tiefsten Punkt der hochwassergefährdeten nordchinesischen Ebene“ ab 2017 neu angelegte Stadt Xiongan vor Überschwemmung geschützt wurde, wurde mehr vom Wasser nach Zhuozhou geleitet. Laut Chinas Minister für Wasserressourcen, Li Guoying „waren die wichtigsten Verteidigungsziele bei der Flut Peking, der neue Flughafen Daxing und Xiongan.“ |
| 05./6. September 2023                                                | Überschwemmungen in Mittelgriechenland, Bulgarien, Türkei | Griechenland, 4/5 der Tiefebene in Thessalien unter Wasser | Mehrere Tote, nach Regen weite Überschwemmung von Getreidefeldern, Brücken zerstört, 200 km Autobahn nördlich Athen gesperrt. |
| 05./6. September 2023                                                | Überschwemmungen in Brasilien | Brasilien, Bundesstaat Rio Grande do Sul | mind. 37 Tote (Stand 6.9.). Zyklon zog am 5.9. durch. |
| 10. September 2023                                                   | Überschwemmungen in Libyen | Mittelmeerküste in einem Bereich von Bengasi bis Darna, Regen mit Sturm am/ab So 10.9., 2 Flussbegleitdämme oberhalb Darna gebrochen | 11.300+ Tote, 10.100 Vermisste |
| 29. September 2023                                                   | Starkregen durch Resttief des Tropensturms Ophelia | New York City Straßen überschwemmt, mehrere U-Bahnen eingestellt. Flughäfen JFK und la Guardia reduzierter Betrieb. Für New York City, Long Island und das Hudson Valley Notstand ausgerufen. | ? Tote, ? Vermisste |
| 09. Oktober 2023                                                     | Dammbruch nach Starkregen, Flutwelle überschwemmte Dorf in/bei Jaunde, Kamerun | Der Damm aus der Kolonialzeit staute einen kleinen See auf. | mind. 27 Tote |
| 10. November 2023                                                    | Hochwasser nach Starkregen in Somalia, 334.000 Menschen obdachlos (siehe Überschwemmungen am Horn von Afrika 2023). | | mind. 29 Tote |
| um 25. November 2023                                                 | Hochwasser nach Starkregen in Kenia, zehntausende Menschen verließen ihre Wohnungen (siehe Überschwemmungen am Horn von Afrika 2023). | Nach größter Dürre seit 40 Jahren. El Niño verursacht starke Regen in Ostafrika. | mind. 70 Tote |
| ab 24. Dezember 2023                                                 | Hochwasser nach Starkregen in Norddeutschland | Gebiete an der Elbe und ihren Nebenflüssen in Hamburg, Sachsen, Sachsen-Anhalt und Gebiete an der Weser und Ems und ihren Nebenflüssen in Bremen, Niedersachsen und Nordrhein-Westfalen. | |
| 12. Februar 2024                                                     | Überschwemmungen in Dubai 2024 (1.) | Nach Starkregen sind wegen nicht ausreichendem Schluckvermögen der Kanalisation Straßen in Dubai überschwemmt. | [ 140 ] |
| 23. März 2024                                                        | Überschwemmungen in Brasilien März 2024 | Nach Starkregen, 300 mm in 24 h Überschwemmungen in zwei Bundesstaaten Brasiliens: Rio de Janeiro und Espírito Santo. Mind. 20 Tote. | [ 141 ] |
| ca. 5. April 2024                                                    | Überschwemmungen am Ural 2024, Russland, auch Kasachstan | Nach Starkregen bei Schneeschmelze in der Region um die Stadt oder Oblast Orenburg im Ural brach ein Damm. Wegen der Überschwemmung von 2500 Häusern wurden 4028 Menschen evakuiert. Eine „Reihe russischer Bergprovinzen Sibiriens und des Urals sowie benachbarte Teile Kasachstans wurden (...) von Hochwassern heimgesucht.“ Am 13. April 2024 wird eingeschätzt, dass mit einem historischen Höchststand von 11,71 m in Orenburg die Plateauphase des Ereignisses erreicht sein könnte. Am 14. April wird ein Ansteigen auf „fast 12 m“ gemeldet. | [ 142 ] [ 143 ] |
| ab ca. 11. April 2024                                                | Hochwasser in Tansania April 2024 | Am 26. April, nach mehr als 2 Wochen des Hochwassers wurden über 150 Getötete gemeldet. Häuser, Straßen, Brücken und Bahngleise wurden durch Wasser zerstört. | 155 Tote, 10.000 Häuser zerstört |
| ca. 14. April 2024                                                   | Hochwasser in Pakistan April 2024 | Bei Hochwasser nach Regen starben in Pakistan mindestens 29 Menschen. | [ 146 ] |
| 17. April 2024                                                       | Überschwemmungen in Dubai 2024 (2.) | Nach Starkregen sind wegen nicht ausreichendem Schluckvermögen der Kanalisation Straßen in Dubai zum 2. Mal in diesem Jahr überschwemmt. | [ 147 ] |
| 26. April 2024                                                       | Überschwemmungen in Kenia 2024 | Durch Starkregen treten Erdrutsche und Flutwellen auf. Nairobi, Slums wie Mathare, über die Hälfte der Bezirke sind betroffen, Straßen und Brücken unpassierbar. Ein Zyklon bringt um den 4. Mai neuerlich Niederschlag und Überschwemmung. | über 200 Tote, 100 Vermisste |
| ca. 5. Mai 2024                                                      | Überschwemmungen in Rio Grande do Sul 2024 | Bundesstaat Rio Grande do Sul mit Hauptstadt Porto Alegre im Süden Brasiliens, 120.000 mussten die Wohnung verlassen. | mind. 75 Tote, 100 Vermisste |
| Mai 2024                                                             | Überschwemmungen im Norden Afghanistans; Sturzfluten in Afghanistan 2024 | Die Provinzen Baglan und Tachar sind besonders stark betroffen. | mind. 311 Tote in der Provinz Baghlan, viele Menschen werden noch vermisst. Seit Mitte April dieses Jahres haben Sturzfluten und Überschwemmungen in zehn Provinzen Afghanistans bereits 100 Menschenleben gefordert. |
| 18. Mai 2024                                                         | Hochwasser in Südwestdeutschland 2024 | Betroffen waren vor allem das Saarland und Rheinland-Pfalz | |
| 26./27. Mai 2024                                                     | Überschwemmungen in Nordarmenien 2024 | Schwerste Überschwemmungen seit Jahrzehnten durch intensiven Regen in den armenischen Provinzen Lori und Tawusch, etwa im Ort Alawerdi (Armenien). | mind. 4 Tote |
| Juni 2024                                                            | Hochwasser in Süddeutschland 2024 | Betroffen waren vor allem Bayern und Baden-Württemberg, jedoch auch Teile anderer Bundesländer. Mindestens dreizehn bayerische Landkreise riefen den Katastrophenfall aus, Tausende Menschen wurden vorsorglich evakuiert. In Wien bleibt am 5. Juni der Schiffsverkehr eingestellt (nicht jedoch am Donaukanal) und wurde die Neue Donau als Entlastungsgerinne geflutet. | 6 Tote, mehrere vermisste Personen genaue Zahl ist momentan unklar |
| 21. Juni 2024                                                        | Hochwasser im Kanton Wallis 2024 | Schneeschmelze und Niederschlag aus einer Gewitterfront führten zum Ausufern von Flüssen. Zermatt wurde am 21. Juni von Zufahrt via Bahn und Straße abgeschnitten. | 230 Evakuierte |
| 21. Juni 2024                                                        | Hochwasser im Kanton Graubünden 2024 | Durch schwere Unwetter gingen am 21. Juni 2024 in der Gemeinde Lostallo Geröll- und Schlammmassen nieder, wodurch u. a. die Autobahn A13 auf einer Strecke von rund 200 Meter zerstört wurde. | 1 Tote und 2 Vermisste (Stand: 23. Juni 2024) |
| 29. und 30. Juni 2024                                                | Hochwasser im Kanton Tessin 2024 | Im alpinen Einzugsbereich der Maggia führten nach außerordentlich starken Niederschlägen zahlreiche Bergbäche und Flüsse Hochwasser. Murgänge zerstörten Teile von Siedlungen und mehr als 100 Gebäude. | mind. 7 Tote und mehrere Vermisste |
| 29. Juli 2024                                                        | Gletscherflut in Island 2024 | Der Abfluss flüssigen Wassers vom Gletscher Myrdalsjökull erhöhte sich, dass eine Brücke niedergerissen wurde. | Die Straße zwischen Vík í Mýrdal und Kirkjubaejarklaustur wurde deshalb gesperrt. |
| Sommer 2024                                                          | Hochwasser in West- und Zentralafrika 2024 | Afrika | mehrere Hundert Tote |
| 04. September 2024                                                   | Hochwasser auf Long Island 2024, USA | Die Smithtown Library ist betroffen, Bücher und historische Dokumente aus dem 17. Jahrhundert, unter anderem ein Brief von Thomas Jefferson, wurden teils zerstört. 10 Mio. USD Schaden. | [ 161 ] |
| 12. September 2024                                                   | Hochwasser in Mitteleuropa im September 2024 | Italien, Österreich, Polen, Rumänien, Slowakei, Tschechien | mind. 28 Tote |
| 23. September 2024                                                   | Hochwasser in Japan im September 2024 | Küstenstadt Wajima (>540 mm Regen in 72 h ist Rekord seit Meßbeginn vor knapp 50 J.), Noto-Halbinsel, Region Ishikawa, Insel Honshū, Japan. 110.000 Bewohner betroffen. | mind. 6 Tote |
| 29. September 2024                                                   | Hochwasser in Nepal im September 2024 | In Nepals Hauptstadt Kathmandu wurden die stärksten Niederschläge seit Jahrzehnten gemessen, Überschwemmungen und Erdrutsche in der Region. Juni–September ist Monsunzeit. | über 150 Tote |
| Oktober 2024                                                         | Hochwasser in Bosnien-Herzegowina im Oktober 2024 | Heftiger Regen und Sturm führte in Bosnien-Herzegowina zu Hochwasser, Schlammlawinen und Steinschlägen. Besonders betroffen war das Bergdorf Jablanica. | mind. 16 Tote |
| Oktober 2024                                                         | Hochwasser in Thailand im Oktober 2024 | Heftiger Regen führte im Norden von Thailand zu Hochwasser. Der Ping River erreichte das größte Hochwasser seit 50 Jahren. Besonders betroffen war die Stadt Chiang Mai. | [ 165 ] |
| Oktober 2024                                                         | Hochwasser in Nigeria im Oktober 2024 | Im Bundesstaat Kogi traten zwei große Flüsse über die Ufer. Mehr als 60.000 Menschen wurden evakuiert. 60.000 Hektar Land stehen unter Wasser, darunter Teile von Lokoja, der Hauptstadt des Bundesstaates Kogi. | [ 166 ] |
| ab 17. Oktober 2024                                                  | Hochwasser in Frankreich im Oktober 2024 | Starkregen und Überschwemmungen in 6 Departements in der Südhälfte Frankreichs, teils 600 mm Regen in 48 Stunden, Gebäude überflutet, Menschen eingeschlossen, Autobahn- und Bahnstrecke unterbrochen. | mind. 1 Todesopfer |
| ab 29. Oktober 2024                                                  | Flutkatastrophe in Spanien 2024 | Starkregen und Überschwemmungen im Südosten Spaniens, vor allem in der Provinz Valencia, in Andalusien und Murcia. Über 630 mm Regen / 24 h an einer Station, 300 mm in wenigen Stunden in größerem Gebiet. Autobahnen und Hochgeschwindigkeitsbahn unterbrochen, Stromausfall für 115.000 Haushalte. | 230 Tote, 222 davon in Valencia (Stand 2024-12-01). Ursprünglich 1900 tel. Vermisstenmeldungen. Demonstrationen in der Stadt Valencia gegen mangelhaftes Katastrophenmanagement: 130.000 Teilnehmer am Sa, 9. November. 100.000 am Sa, 30. November mit Handy-Lichtermeer um 20.11 Uhr. |
| November 2024                                                        | Hochwasser im Südsudan 2024 | Größte Überschwemmungen im Südsudan seit Jahrzehnten. | 379.000 Vertriebene |
| 13. März 2025                                                        | Hochwasser in der Toskana 2025, Italien | Fluss Arno (Pegel Florenz 3,64 m), Rimaggio überschwemmt Sesto Fiorentino, Erdrutsch, Fähre zur Insel Elba eingestellt. | Am 13. 3. Regen, es folgt Hochwasser. |
| 15. März 2025                                                        | Überschwemmung in Provinz Florenz 2025, Toskana, Italien | Arno (Tyrrhenisches Meer) | 248 Personen in Sicherheit gebracht. |
| ab 15. März 2025                                                     | Überschwemmung in Spanien 2025, Spanien | Adaja und Tajo | Puente Viejo (Alte Brücke, Fußgänger) in Talavera de la Reina gesperrt und teilweise weggeschwemmt. Stadtteile von Avila überflutet. |
| ab 27. März 2025                                                     | Überschwemmung im Westbalkan im März 2025 | Anhaltender Starkregen (100–200 mm/48 h) führte in Bosnien und Herzegowina zu Überschwemmung mehrerer Dörfer und Großstädten wie Prijedor, Sanski Most und Banja Luka. In Kroatien war insbesondere das Dorf Orahovica betroffen. | |
| ab 17. April 2025                                                    | Überschwemmung in Norditalien 2025 | Piemont | Im Piemont wurden nach Starkregen ein Stück Autobahn, weitere Straßen und die Bahnverbindung in die Schweiz gesperrt. Mind. 3 Tote in Italien. |
| 21. April 2025                                                       | Hagelunwetter im nördlichen Waldviertel, Niederösterreich | Waidhofen an der Thaya und weitere 5 Gemeinden | Feinkörniger Hagel verlegt Straßen und Abwasserkanal. Überschwemmung folgt. |
| ab 21. Mai 2025                                                      | New South Wales, Australien | Taree und andere küstennahe Kleinstädte, 300–400 km NO Sidney. | Mind. 5. Starker Niederschlag, Überschwemmung folgt. |
| 04. bis 7. Juli 2025                                                 | Überschwemmungen in Texas 2025, bei Kerr und Huntville Kerr County | Texas, USA | Starker Niederschlag, gefolgt von Sturzfluten und Überschwemmung. Mind. 132 Tote, darunter Kinder in am Guadalupe River gelegenen Feriencamps. |
| 08. Juli 2025, Di, 14h00                                             | | Bergdorf Ruidoso, New Mexico, USA wurde rasch überschwemmt. | Mind. 3 Tote in der Gegend. Starker Niederschlag, Sturzflut folgt. |
| 13. Juli 2025, So, Abend                                             | | Neustadt, Wien, Österreich | Unwetter und starke Niederschläge haben am Sonntag den Raum Wiener Neustadt getroffen. ⁠Wassermengen von bis zu 90 mm binnen Minuten von einzelnen Wetterstationen. Ca. 180 Einsatzstellen. |
| 15. Juli 2025, Di, vm                                                | | Manhattan, New York, NY, USA | Nach Regen wurden U-Bahn-Stationen überschwemmt, Strecken wurden gesperrt. |
| 17. Juli 2025                                                        | Starkregen | Pakistan | Häuser und Straßen überflutet, bis zum 3. August wurden 300 Todesopfer gemeldet |
| 1. August 2025                                                       | Nach Monsunregen Orte überschwemmt. Murenabgänge. | Nordosten von Indien | 3 Tote |
| Jahr/Beginn                                                          | Ereignis | Betroffene Region bzw. Flusssystem | Todesopfer |